# Grupo Bruesa
Grupo Bruesa es una empresa española dedicada a la construcción de vivienda y obra civil y a la promoción inmobiliaria. Su fundación se remonta al año 1979 y su sede social está en la ciudad de San Sebastián, aunque posee también otra sede central en Madrid.  En 2007 se encontraba entre las 500 empresas más importantes de España.

## Historia
El fundador y todavía presidente del Grupo Bruesa es Antonio Pinal Gil. Este empresario de origen gallego nació en la parroquia de Brués del municipio de Boborás (Provincia de Orense). Aunque natural de Galicia, su actividad empresarial comenzó y se desarrolló en el País Vasco.
Como tantos empresarios de la construcción tuvo unos inicios humildes comenzando a trabajar él mismo con 16 años como obrero de la empresa Construcciones Murias. A los 22 años de edad se estableció por su cuenta en la localidad guipuzcoana de Mondragón. Era el año 1960. El negocio prosperó poco a poco como contratista de obras. En 1979 como evolución del negocio fundó Construcciones Brues, s.l., todavía con unas pocas decenas de trabajadores. La empresa tomó su nombre del pueblo natal de Pinal. La sociedad se trasladaría posteriormente de Mondragón a la ciudad de San Sebastián, donde sigue teniendo actualmente su sede social.
Aunque los orígenes de Bruesa fueron los de un mero contratista de obras, a mediados de los años 1980 comenzó a asumir labores propias de otros agentes de la edificación. En 1985 Construcciones Brues creó en San Sebastián la sociedad Progen, s.a., dedicada a la promoción inmobiliaria. El ámbito de actuación de esta promotora era el País Vasco. Progen fue el embrión del actual grupo promotor de la compañía.
A finales de los años 1980 y comienzos de los años 1990, Brues comienza a adjudicarse contratos de obras fuera del País Vasco, que era la región donde hasta entonces había trabajado.
En 1987 se crea, Gesai, s.a., dedicada a la gestión urbanística. Esta fue en origen una empresa independiente, pero con accionistas comunes a los de Construcciones Brues. Gesai se especializó en la gestión y desarrollo de proyectos inmobiliarios complejos como nueva ubicación de industrias, regeneración de barrios, etc.
En 1991 se funda el Grupo de Empresas Bruesa, s.a. holding que integra Construcciones Brues, Gesai y Progen. Ese mismo año se crea Promociones BBKU, s.a., empresa que se constituye para la promoción inmobiliaria fuera del ámbito del País Vasco. El modelo que adoptó Bruesa al extenderse por el mercado español, fue el de aliarse con socios y promotoras locales. Paulatinamente fue creando nuevas sociedades de promoción inmobiliaria de carácter regional. En 1995 se constituye la promotora gallega Cysugal, s.a.; en 2001 Prourcal, s.a. en Castilla y León,Inurex, s.a. en Extremadura e Inurasa, s.a. en Aragón. 
Por otro lado, en el ámbito de la construcción cabe destacar que en el año 2000 se integra en el Grupo Bruesa la empresa Fernández Constructor, s.a.. La entrada de Fernández en el grupo buscó la sinergia, ya que Construcciones Brues estaba especialmente centrado en la edificación mientras que Fernández era una empresa especializada en obra civil.  La empresa Fernández remontaba su origen a 1918, cuando fue originalmente fundada en Rabat (Protectorado francés de Marruecos). En 1959 trasladó su actividad a Madrid.
Las dos empresas constructoras del grupo fueron finalmente fusionadas en 2004 bajo la denominación de Brues y Fernández Construcciones, s.a. y se estableció su sede en Madrid.
En 2007 se llevó a cabo una importante reorganización del Grupo Bruesa. Todas las empresas promotoras y gestoras que formaban parte de él se fusionaron en Bruesa Inmobiliaria, s.a., que es la empresa que aglutina actualmente el negocio inmobiliario del Grupo Bruesa. Brues y Fernández Construcciones, s.a. cambió su denominación por Bruesa Construcción, S.A., adoptando la imagen de marca y del grupo; y se creó una tercera empresa Bruesa Inversiones, s.a., que aglutina los negocios de diversificación del grupo.
En 2007 la empresa comenzó a sufrir los efectos de la desaceleración previa a la Crisis inmobiliaria española de 2008. El holding vio reducida su facturación en cerca de 56 millones de euros, pasando de los 545M€ facturados en 2006 a los 489M€ de 2007. La empresa vio reducidos sus beneficios en casi un 29% respecto a los resultados de 2006.

## Construcción
La empresa constructora del Grupo es Bruesa Construcción, S.A. (hasta 2007 se denominaba Brues y Fernández Construcciones, s.a.). Es el principal pilar económico de Bruesa, en 2006 Brues y Fernández tuvo una cifra de negocio de 382 millones de euros, lo que suponía aproximadamente un 70% de la facturación del grupo. Según su propia memoria de actividades se encuentra entre las 15 constructoras más importantes de España y en 2004 estaba ya considerada la principal constructora del País Vasco.
Tiene sus oficinas centrales en Madrid y 14 delegaciones repartidas por toda España. Su plantilla media se cifra en más de 1000 trabajadores (920 trabajadores en 2007). En cuanto a su implantación geográfica, Bruesa trabaja en todo el territorio nacional, aunque las regiones en las que tiene mayor facturación son Andalucía (31%), País Vasco (22%) y Aragón (15%).
La empresa trabaja tanto de contratista en obra civil como en edificación residencial y no residencial. La obra civil supone el 37-38% de su facturación, mientras que la edificación el 63-62%. Los últimos datos son de 2006, existiendo una tendencia a un crecimiento del peso de la edificación y dentro de la edificación, de la edificación residencial. Sin embargo esta línea de negocio es la más susceptible de haberse visto afectada por la Crisis inmobiliaria española de 2008.
En el sector de la obra civil Bruesa ha trabajado en aeropuertos, infraestructuras ferroviarias, obras hidráulicas, carreteras y obras de urbanización. En el sector de la edificación su trabajo abarca desde construcciones no residenciales (edificios sanitarios, culturales, deportivos, pabellones industriales, etc.) hasta la edificación residencial. 
A partir de 2006 Bruesa Construcción S.A. abrió nuevas líneas de negocio en un plan de diversificación:
- Concesiones administrativas: que abarcan desde la construcción y concesión de explotación de la autopista ARA-A1 (inaugurada en 2008), hasta la construcción y explotación en régimen de arrendamiento de VPO en Aragón y Madrid, explotación de edificios de oficinas, polideportivos, etc.
- Internacionalización: con la apertura de una delegación en Gibraltar y primeras licitaciones en el Magreb (Argelia, Mauritania y Marruecos) y el Este de Europa (Hungría).
- Ferrocarriles: en 2006 adquiere la empresa Eustaquio Reina, s.a., a la que pasa a denominar Bruesa Construcción Rail, S.A.. Esta empresa está especializada en obras ferroviarias y trabaja casi exclusivamente para Adif y RENFE.

La sentencia n.º 114/13 de fecha 11/03/2013, dictada por el Juzgado Mercantil n.º 1 de San Sebastián en el concurso de Bruesa Construcción S.A. (n.º 30/2011), por la que aprueba la propuesta de convenio, ha sido declarada firme el 30/05/2013, por lo que los acreedores disponen de un mes desde dicha fecha para comunicar de forma fehaciente la opción elegida, según la Ley Concursal. Bruesa Construcción, S.A.

## Promoción inmobiliaria
La empresa inmobiliaria del grupo es Bruesa Inmobiliaria, s.a. surgida en 2007 por la fusión de las diferentes promotoras que formaban el grupo. El negocio inmobiliario supone el segundo pilar del Grupo Bruesa, con un 25% de su negocio aproximadamente. El negocio de promoción inmobiliaria y el de construcción del grupo no están tan íntimamente ligados como pudiera parecer, ya que solo el 9% de la facturación de Bruesa Construcción se debe a las promociones inmobiliarias del grupo. 
Bruesa Inmobiliaria agrupa la gestión y la promoción de proyectos inmobiliarios. La sede de la compañía se encuentra en San Sebastián, sus servicios centrales en Madrid y cuenta con 17 delegaciones en toda España. La empresa cuenta con unos 100 empleados. 
En 2007 Bruesa Inmobiliaria tenía una cartera de 8.300 viviendas con planeamientos urbanísticos aprobados, programados para construir en 5 años, 1.000.000 de metros cuadrados de viviendas, 180.000 de pabellones industriales y 100.000 de locales comerciales; y llevaba adelante 70 proyectos urbanísticos en distintas fases de ejecución.

## Diversificación e inversión
El Grupo cuenta también con divisiones dedicadas a la inversión y a la diversificación de negocios.
Entre los negocios que el Grupo Bruesa tiene en su plan de diversificación se encuentran:
- 2 hoteles en Islantilla y La Línea de la Concepción.
- Un complejo de multicines en Huesca.
- La Ciudad del Transporte de Santander.

## Relaciones con la corrupción política
Construcciones Brues fue una de las empresas salpicadas por el Caso Roldán, uno de los casos de corrupción más conocidos de la historia de España. Brues fue una de las empresas más beneficiadas por la adjudicación de contratos de obras de la Guardia Civil durante el mandato de Luis Roldán al frente de esta institución. Roldán fue condenado por prevaricación por adjudicaciones «arbitrarias» sin concurso público de contratos de obra a Brues y otras empresas constructoras. Estos contratos permitieron a Brues crecer fuera del País Vasco y le reportaron grandes beneficios.
En septiembre de 2014 y como parte de la investigación de la trama de corrupción en el Partido Popular de Baleares, el edil a la sazón de urbanismo del Ayuntamiento de Palma declaró que la sede del Partido Popular la había abonado Antonio Pinal, dueño de la constructora, la cual había sido, al tiempo, adjudicataria de diferentes proyectos de construcción en la Comunidad.

## Mecenazgo deportivo
El Grupo Bruesa se ha destacado por una importante labor de patrocinio deportivo. Es conocido principalmente por haber sido el principal patrocinador del San Sebastián Gipuzkoa Basket Club, equipo de baloncesto de la Liga ACB. Debido a este patrocinio el club jugó bajo el nombre de su patrocinador y se denominó Bruesa GBC desde 2004 hasta 2009.
También destaca por su patrocinio del C.B.Álora, equipo de la liga provincial malagueña. Que pasó a llamarse Bruesa Raíl Álora desde el año 2009.